# Erika von Hornstein
Erika von Hornstein (* 1913 in Potsdam; † 20. April 2005 in Berlin; verheiratete Erika Bausch, geb. Freiin von Hornstein-Biethingen) war eine deutsche Schriftstellerin, Malerin und Dokumentarfilmerin.

## Herkunft
Erika von Hornsteins Eltern waren der preußische Gardeoffizier Erich Freiherr von Hornstein (1882–1914) und dessen Ehefrau Auguste, geborene von Brauchitsch (* 1891), eine Tochter des Generalmajors Konrad von Brauchitsch. Ihr Vater fiel am Beginn des Ersten Weltkrieges, daher heiratete ihre Mutter 1919 den damaligen Hauptmann Ulrich von Sell. Dieser war ab 1922 Flügeladjutant und Schatullenverwalter beim abgedankten deutschen Kaiser Wilhelm II. im Exil in Doorn.

## Leben
Erika von Hornstein wuchs in Potsdam und Berlin auf. Sie absolvierte die Schule im Kloster Stift zum Heiligengrabe in Prignitz. Mit 19 Jahren entschloss sie sich, Malerin zu werden, nachdem sie als Schülerin in Berliner Museen wie dem Kronprinzenpalais Bilder von Erich Heckel, Franz Marc und Karl Schmidt-Rottluff gesehen hatte. In einer Malschule lernte sie Schmidt-Rottluff persönlich kennen, von dem sie fasziniert war.
Später studierte sie ein Semester in München und ging 1936 nach Italien an den Gardasee. Kurz vor dem Ausbruch des Zweiten Weltkriegs heiratete sie den Industriellen und Chemiker Viktor Bausch, den Besitzer der Papierfabrik Felix Schoeller & Bausch in Neu Kaliß in Mecklenburg. 
Nach dem Krieg wurde die Papierfabrik demontiert, Erika von Hornstein wechselte nach West-Berlin, wo sie als Dokumentarfilmerin und Autorin arbeitete. Unter ihrem Mädchennamen wurde sie unter anderem mit dem Band Flüchtlingsgeschichten bekannt, der Geschichten von Flüchtlingen aus der DDR enthält.
Begraben wurde sie in Gargnano am Gardasee.

## Veröffentlichungen (Auswahl)
- Der gestohlene Phönix. 1956; 3. Auflage Ullstein, Berlin 1998, ISBN 3-548-23021-0.
- Die deutsche Not – Flüchtlinge berichten. 1960
- Staatsfeinde: sieben Prozesse in der „DDR“. 1963.
- Adieu Potsdam. 1969.
- Flüchtlingsgeschichten: 43 Berichte aus den frühen Jahren der DDR. Greno, Nördlingen 1985, ISBN 3-921568-35-8 (Reihe: Die Andere Bibliothek).
- So blau ist der Himmel : meine Erinnerungen an Karl Schmidt-Rottluff und Carl Hofer. Nicolai, Berlin 1999, ISBN 3-87584-763-6.